# Mar dels Txuktxis

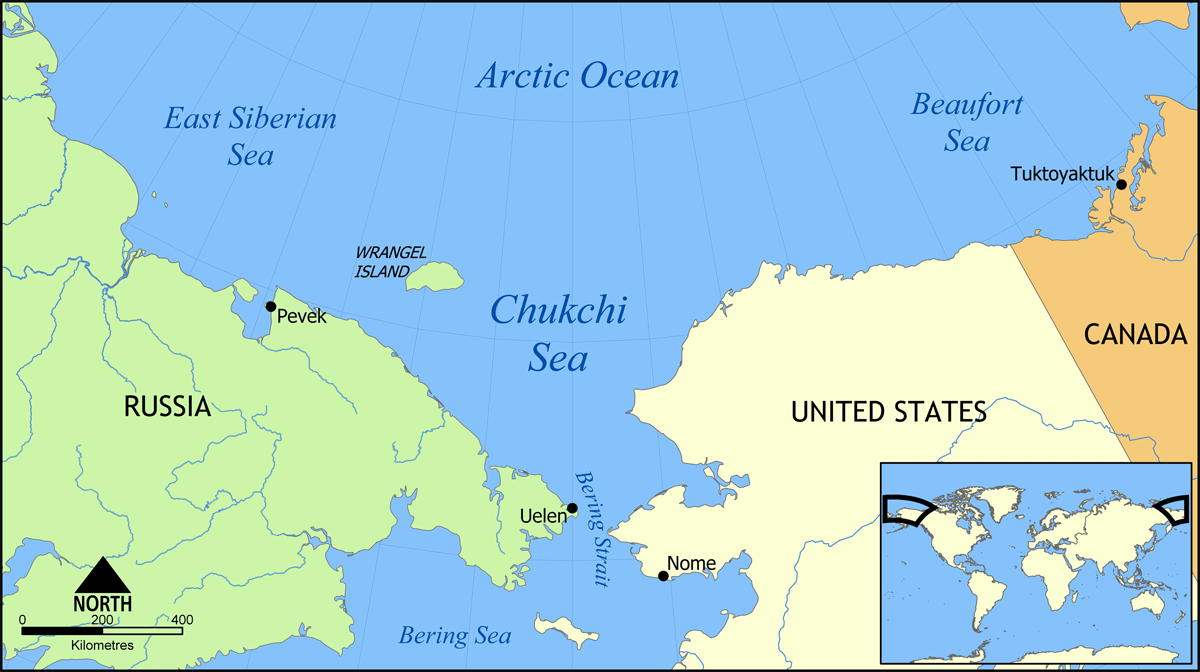
Mapa del mar dels Txuktxis

El mar dels Txuktxis (en rus: Чуко́тское мо́ре Txukótskoie more, en anglès: Chukchi Sea) és la part de l'oceà Àrtic situada entre Txukotka (a l'extrem oriental d'Àsia) i Alaska (a l'extrem occidental d'Amèrica). L'estret de Bering, al sud, el connecta amb el mar de Bering i amb l'oceà Pacífic. A l'oest, limita amb el mar de la Sibèria oriental i l'illa de Wrangel, i a l'est es confon amb el mar de Beaufort, el límit amb el qual se situa arbitràriament a la punta Barrow. El principal port del mar dels Txuktxis és Uelén, a l'estret de Bering. La línia internacional de canvi de dia creua el mar de nord-oest a sud-est. Es desplaça cap a l'est per evitar l'illa de Wrangel i el districte autònom de Txukotka, a la part continental russa.

## Geografia
El mar té una superfície aproximada de 595.000 km² i només és navegable uns quatre mesos a l'any. Més de la meitat del mar dels Txuktxis (un 56%) té una profunditat inferior als 50 metres. És un mar amb molt poques illes en comparació amb altres mars de l'Àrtic. L'illa de Wrangel es troba al límit nord-oest del mar, l'illa de Herald es troba 70 km a l'est de l'illa Wrangel. Diverses petites illes es troben al llarg de les costes de Sibèria i d’Alaska.
El mar s'anomena així pels txuktxis, que viuen a les seves costes. La regió de l'extrem oriental de Sibèria d'on és originari aquest poble s'anomena Txukotka.
Segons l'Organització Hidrogràfica Internacional els límits del mar dels Txuktxis són:
A l'Oest. El límit oriental del mar de Sibèria Oriental
Al Nord. Una línia des de Point Barrow, Alaska (71° 20′ N, 156° 20′ O / 71.333°N,156.333°O) fins al punt més septentrional de l’illa Wrangel (179°30'W).
Al Sud. El cercle polar àrtic [66 ° 33′46 ″ N] entre Sibèria i Alaska.
El mar dels Txuktxis té molt poques illes en comparació amb altres març de l'Àrtic. L'illa de Wrangel es troba al límit nord-oest del mar, l'illa Herald es troba al punt de Waring de l'illa de Wrangel, prop del límit nord del mar. Al llarg de les costes de Sibèria i Alaska es troben algunes petites illes.
El mar rep el nom del poble txuktxi, que viu a les seves costes i a la península de Txukotka. Els txuktxis costaners es dedicaven tradicionalment a la pesca, la caça de balenes i la caça de morses en aquest mar fred.
Al Districte autònom de Txukotka al llarg de la costa és troba: el cap Billings, el cap Schmidt, el riu Amguiema, el cap Vankarem, la gran Badia de Koliutxin, la llacuna Neskynpil'gyn, el cap de Serdtse-Kamen, Enurmino, el riu Txeguitun, Inchoun, Uelén i el Cap Dejniov.
A Alaska, els rius que desemboquen al mar dels Txuktxis són el Kivalina, el Kobuk, el Kokolik, el Kukpowruk, el Kukpuk, el Noatak, l’Utukok, el Pitmegea i el Wulik, entre d'altres. Dels rius que flueixen des del seu costat siberià, l'Amguiema, Ioniveiem i el Txegitun són els més importants.

### Platja marina dels Txuktxis
La plataforma marina de Txuktxis és la part més occidental de la plataforma continental dels Estats Units i la part més oriental de la plataforma continental de Rússia. El Corredor dels Txuktxis actua com a pas per a una de les migracions de mamífers marins més grans del món. Les espècies que s'han documentat que migren a través d'aquest corredor inclouen la Balena de Groenlàndia, la balena beluga, la morsa del Pacífic i les foques barbudes

## Fauna

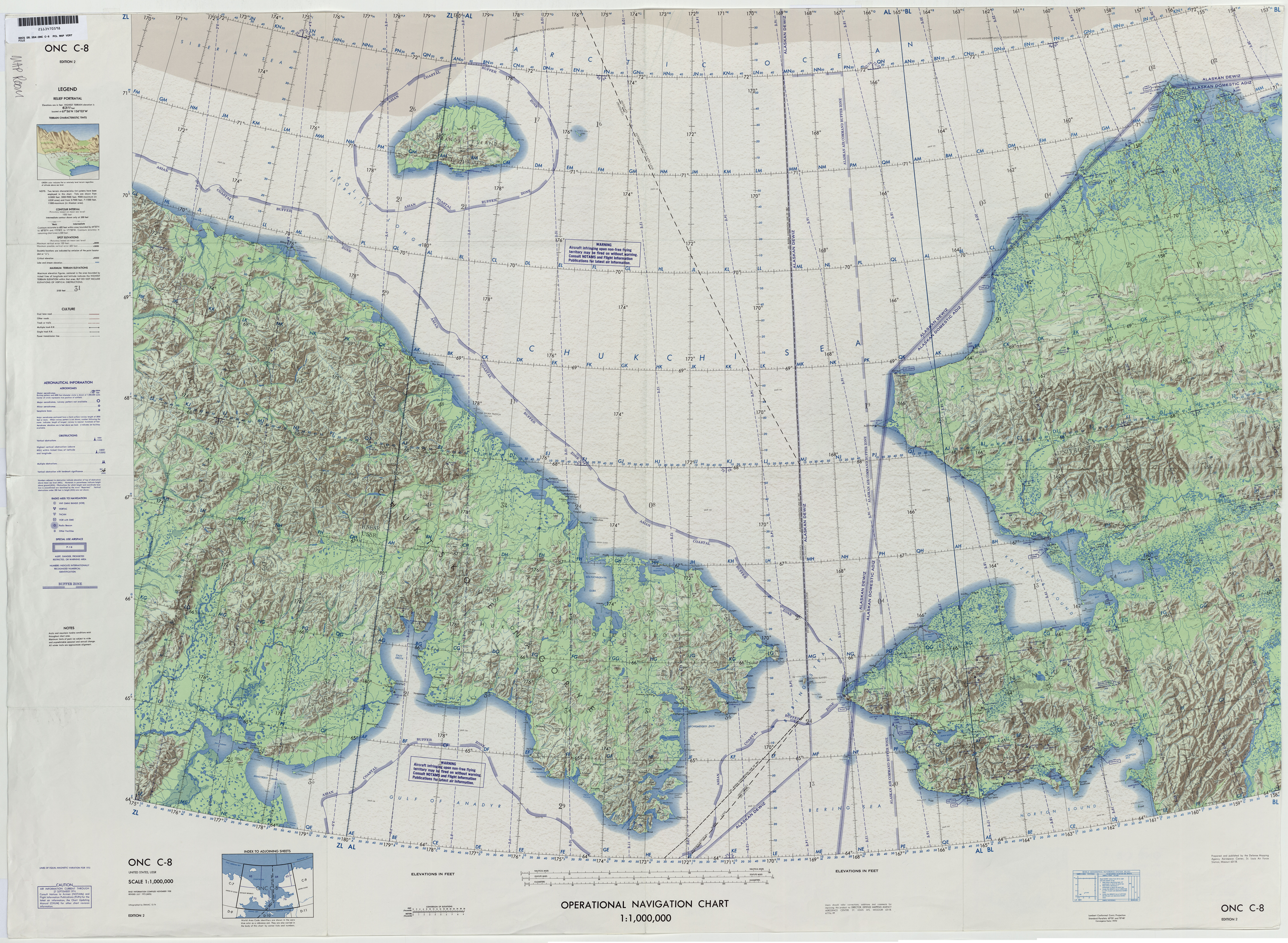
Mapa topogràfic de l'Agència de Cartografia de Defensa del mar dels Txuktxis, 1973

Els óssos polars que viuen a la banquisa del mar dels Txuktxis són una de les cinc poblacions eurasiàtiques genèticament diferents de l'espècie.

## Fitoplàncton
El 2012, científics del Cold Regions Research and Engineering Laboratory van publicar descobriments que descriuen el descobriment de la floració d'algues de fitoplàncton oceànic més gran coneguda del món. Les troballes van ser inesperades, ja que abans es creia que el plàncton només creixia després de la fusió del gel estacional, però es van descobrir algunes algues sota diversos metres de gel marí intacte.
La publicació d'Anderson et al del 2021 documenta dos llits de quists del dinoflagelat Alexandrium catenella a Ledyard Bay i Barrow Canyon dins del mar dels Txuktxis. Encara que els llits de quists consisteixen en A. catenella en estat latent, si les condicions ambientals són adequades, poden germinar i crear floracions d'algues nocives. En el seu estat actiu, A. catenella produeix saxitòxina, una potent neurotòxina que és responsable de la intoxicació paralítica per marisc (PSP) si es consumeix. La toxina es pot bioacumular a través de la cadena alimentària i suposa una amenaça per a les comunitats locals que depenen de la xarxa tròfica marina per al sosteniment.
L'àrea total dels llits de quists és de 145.600 km², comparable a una mica més de dues vegades l'àrea dels Països catalans. Aquests llits són sis vegades més grans que els llits reportats anteriorment en altres zones, i la concentració de quists al sediment es troba entre les més altes del món. La germinació només es pot produir en els pocs mil·límetres superiors d'un llit, ja que els quists han d'estar en condicions òxiques per entrar en la seva etapa de vida més activa en la qual és possible la reproducció.
Al fons de l'aigua temperatures d'aproximadament 3 °C, els quists d'A. catenella triguen aproximadament 28 dies a germinar, i a temperatures de l'aigua inferior de 8 °C, el temps de germinació s'escurça a 10 dies. Les floracions in situ els anys 2018 i 2019 s'han atribuït a aquests llits de quists i es van produir durant els mesos de juliol i agost. Amb les temperatures més càlides de l'aigua a l'estiu i els corrents oceànics cada cop més desestabilitzats associats al canvi climàtic, l'inici de la floració s'ha avançat tres setmanes durant les últimes dues dècades i s'ha ampliat la finestra de temps per a les floracions superficials nocives.

## Recursos de petroli i gas
Es creu que la plataforma dels Txuktxis conté reserves de petroli i gas fins a 30 mil milions de barrils. Diverses companyies petrolieres han competit per l'arrendament de la zona, i el 6 de febrer de 2008, el govern dels EUA va anunciar que els adjudicataris pagarien 2.600 milions de dòlars pels drets d'extracció. La subhasta va provocar nombroses crítiques per part dels ecologistes. El maig de 2015, l’Oficina de Gestió de l'Energia Oceànica de l’administració Obama va donar una aprovació condicional perquè Shell Oil foradés a 140 peus dee profunditat a les aigües del mar dels Txuktxis. El setembre de 2015, Shell va anunciar que finalitzava la seva exploració de petroli a la regió, citant uns costos enormes i la caiguda dels preus del petroli. Shell va prometre tornar, però finalment va renunciar a tots els contractes d'arrendament de la corporació a l'Àrtic menys un.

## Història
El 1648, Semion Dejniov va navegar des del riu Kolimà, a l'Àrtic, fins al riu Anàdir, al Pacífic, però la seva ruta no era pràctica i no es va fer servir durant els següents 200 anys. El 1728 Vitus Bering i el 1779, el capità James Cook, van entrar al mar des del Pacífic.
El 28 de setembre de 1878, durant l'expedició d'Adolf Erik Nordenskiöld, que va recórrer el pas del nord-est per primera vegada a la història, el vaixell de vapor Vega va quedar atrapat en gel fix al mar dels Txuktxis. Atès que era impossible avançar més el vaixell es va preparar per hivernar, tot i saber que tenien el mar obert a molt pocs quilòmetres. L’any següent, dos dies després de ser alliberat, va creuar l'estret de Bering i es va dirigir cap a l’oceà Pacífic.
El 1913 el Karluk, de l'expedició de Vilhjalmur Stefansson, va anar a la deriva durant moltes milles pel mar dels Txuktxis, fins a enfonsar-se prop de l'illa de Herald. Al vaixell hi havia 25 tripulants i els supervivents van arribar a l’illa de Wrangel, on es van trobar en una situació desesperada. El capità Robert Bartlett va recórrer centenars de quilòmetres junt a Kataktovik, un inuit, sobre el gel del mar per tal de buscar ajuda. Van arribar al cap de Vankarem a la costa de Txukotka, el 15 d'abril de 1914. Dotze supervivents de la desafortunada expedició van ser trobats a l'illa de Wrangel nou mesos després pel King&Winge, una goleta de pesca àrtica de nova construcció.
El 1933, el vapor Chelyuskin va partir de Murmansk, cap a l'est, amb la intenció de demostrar que es podia recórrer el pas del nord-est en una sola temporada. El vaixell es va veure atrapat pel gel i després d'anar a la deriva durant més de dos mesos, va ser aixafat i es va enfonsar el 13 de febrer de 1934 a prop de l'illa de Koliutxin. Tota la tripulació, formada per 104 homes, va poder ser rescatada amb èxit del refugi que havien creat sobre el gel marí, gràcies a una evacuació aèria del govern soviètic que va durar dos mesos. Aquesta va ser la primera operació de rescat de l'Àrtic a gran escala amb èxit de la història. Set pilots d'aviació van rebre el títol d'Heroi de la Unió Soviètica, que es va instituir per marcar la seva gesta heroica. Aquests pilots foren Anatoly Liapidevsky, Sigizmund Levanevsky, Vasily Molokov, Mavriky Slepnyov, Nikolai Kamanin, Ivan Doronin, and Mikhail Vodopianov.
Després de diversos intents infructuosos, el naufragi va ser localitzat al llit del mar de Txuktxi per una expedició russa, Chelyuskin-70, a mitjans de setembre del 2006. Dos petits components de la superestructura del vaixell van ser recuperats pels bussejadors i van ser enviats als constructors del vaixell, Burmeister & Wain de Copenhaguen, per a la seva identificació.
El juliol de 2009, es va trobar una gran massa de material orgànic flotant al mar davant de la costa nord-oest d'Alaska. L'anàlisi de la Guàrdia Costanera dels Estats Units la va identificar com un gran cos de flor d’aigua.
El 15 d'octubre del 2010, científics russos van obrir una estació d'investigació polar flotant al mar de Txuktxi al marge de l'oceà Àrtic. El nom de l'estació era Severny Polyus-38 i va albergar 15 investigadors durant un any. Cursà estudis polars i va reunir proves científiques per reforçar les afirmacions de Rússia sobre l'Àrtic.